# Lucía Veiga
Lucía Veiga López  (La Coruña en 1979) es una actriz, monologuista y presentadora de televisión española.

## Trayectoria
Es licenciada en Filología Hispánica por la Universidad de La Coruña y trabajó en una tienda de telefonía móvil antes de dedicarse a la actuación.  Durante su etapa universitaria colaboró con la emisora comunitaria Cuac FM (con la que seguiría colaborando puntualmente en eventos como el 25 aniversario),  además de Xacarandaina y la Oficina de Acción Solidaria de la Universidad. 
Con Marita Martínez formó Las Hermanas Izquierdo. 
Fue la presentadora de la XIX Gala de los Premios Maestro Mateo. 
En septiembre de 2022 pasó a ser presentadora principal de Malicia Noticias. 
En 2008 hizo su primer capítular en una serie en Vivir sin permiso (Telecinco) , siguió en A Estiba (TVG) hasta formar parte del reparto de El desorden que dejas (Netflix) y Rapa (2022-24, Movistar+) ambas grabadas en Galicia.  
En diciembre de 2024 fue nominada al Premio Goya en la categoría de Mejor Actriz Revelación por su papel en Soy Nevenka.Película dirigida por  Iciar Bollaín, por la que recibió la Medalla del Círculo de Escritores Cinematográficos 2025 en la categoría Actriz revelación. 

## Filmografía

### Series de televisión
- EsloquehayTV (2013) [12]
- Café Itaca (2015) [13]
- Galicia Crime (2016) [14]
- Peter Brandon, unha vida pola comedia (2017) [15]
- Vivir sin permiso (2017)
- Os Mariachis (2018) [16]
- Serramoura (2018)
- A Estiba (2019)
- El desorden que dejas (2019) [17]
- Ti Primeiro (2021). Videojuego. Melgo Cinema para iOS y Android. Novela visual e interactiva sobre el amor. [18]
- Clanes (2024). Serie. Vaca Films para Netflix.
- Rapa (2022-2024). Serie. Portocabo para Movistar Plus+. Secundaria.
- Celeste (2024). Serie. 100 Balas para Movistar Plus+.

### Largometrajes
- Soy Nevenka (2024). De Icíar Bollaín. Kowalski Films, Feelgood Media, Movistar Plus+. Reparto. [19]
- As tres outras vidas de María Santiso (2024). De Roberto Alvite. Melgo Cinema. Reparto. [12]
- As Neves (2024). De Sonia Méndez. Cósmica Producións, Aquí y Allí Films.

### Cortometrajes
- As tres vidas de María Santiso (2022). Falso tráiler. De Roberto Alvite. Melgo Cinema. Secundaria.[20]
- As tres caídas de María Santiso (2019). De Roberto Alvite. Melgo Cinema. Protagonista.[21]

### Programas de televisión
- Malo será (2018) [22]
- Luar (2018-2023)
- Malicia Noticias (2020-2024)[23]

## Teatro
- Alen da Croa (2012)[24]
- Improteka cum laude (2014)
- Los Duguis Impor (2016)
- Eu queríame casare (2017-2018) [25]
- Quero ser maior (2017-2018) [26]

## Premios y nominaciones
Premios Goya
| Año  | Categoría               | Película    | Resultado |
| ---- | ----------------------- | ----------- | --------- |
| 2024 | Mejor actriz revelación | Soy Nevenka | Nominada  |

Medallas del Círculo de Escritores Cinematográficos
| Año  | Categoría         | Película    | Resultado |
| ---- | ----------------- | ----------- | --------- |
| 2024 | Actriz revelación | Soy Nevenka | Ganadora  |

- 2023: Premio Feroz a la Mejor Actriz de Reparto por Rapa.
- 2023: Mejor interpretación femenina de Rapa, Premios Mestre Mateo. [29]
- 2024: Premio Mestre Mateo a la mejor comunicadora. [30]
- 2025ː Premio Mestre Mateo a la mejor interpretación femenina de reparto por As Neves.[31]